# Sphinctanthus acutilobus
Sphinctanthus acutilobus är en måreväxtart som beskrevs av Huber. Sphinctanthus acutilobus ingår i släktet Sphinctanthus och familjen måreväxter. Inga underarter finns listade i Catalogue of Life.